# Dana Andrews
Carver Dana Andrews, meglio noto come Dana Andrews (Contea di Covington, 1º gennaio 1909 – Los Alamitos, 17 dicembre 1992), è stato un attore statunitense.

## Biografia
Nato dal matrimonio del reverendo Charles Forrest Andrews, ministro della Chiesa Battista, con Annis Speed, era il terzo di nove fratelli (il più giovane diventerà anch'egli attore con il nome di Steve Forrest). Dopo gli studi compiuti in Texas, il giovane Dana decise di abbandonare il suo lavoro di contabile e seguire l'ambizione di diventare cantante. Nel 1931 si trasferì in California, dove si iscrisse alla scuola di recitazione Pasadena Playhouse e svolse svariati mestieri per mantenersi agli studi.
Nel 1932 sposò Janet Murray, dalla quale ebbe un figlio, David (che diventerà compositore e musicista e morirà nel 1964 per un'emorragia cerebrale). Dopo la morte di Janet nel 1935, si risposò il 17 novembre 1939 con l'attrice Mary Todd, da cui ebbe tre figli: Katharine (1942), Stephen (1944) e Susan (1948).

### L'esordio e gli anni del successo

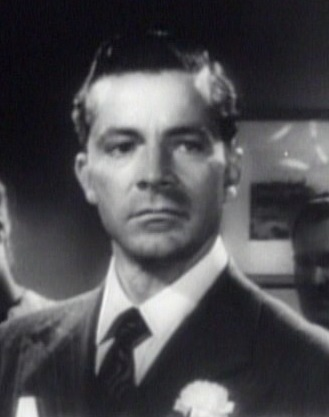
Dana Andrews in I migliori anni della nostra vita (1946)

Dopo l'esordio cinematografico nel 1940 con La grande cavalcata, Andrews firmò un contratto con il produttore Sam Goldwyn e recitò subito in una serie di film di grande successo e diretti da registi di primo piano, come William Wyler in L'uomo del West (1940), John Ford in La via del tabacco (1941), il francese Jean Renoir in La palude della morte (1941) e Howard Hawks nella commedia Colpo di fulmine (1941) accanto a Gary Cooper e Barbara Stanwyck. Ebbe la sua prima grande occasione da protagonista, nel ruolo della vittima di un linciaggio, nel film Alba fatale (1943) di William A. Wellman accanto a Henry Fonda e Anthony Quinn, una delle pietre miliari del cinema western.
Nel 1944 inaugurò un felice sodalizio artistico con il regista Otto Preminger, che lo affiancò a Gene Tierney in Vertigine, uno dei capolavori del genere noir, e che lo diresse poi in Un angelo è caduto (1945). Nella prima metà degli anni quaranta partecipò anche a pellicole di genere bellico, quali Fuoco a oriente (1943), Prigionieri di Satana (1944) e Salerno, ora X (1945), tutti diretti da Lewis Milestone. Nel 1945 ritrovò William Wyler, che lo diresse in una delle sue migliori interpretazioni in I migliori anni della nostra vita (1946), film pluripremiato agli Academy Award. Andrews risultò molto efficace nel ruolo del reduce Fred Derry, il cui ritorno alla vita civile è caratterizzato da difficoltà di reinserimento e dalla crisi matrimoniale con la moglie Marie (Virginia Mayo).
La sua carriera proseguì da protagonista in Boomerang - L'arma che uccide (1947) di Elia Kazan, L'amante immortale (1947), accanto a Joan Crawford e Sui marciapiedi (1950) entrambi diretti dall'amico Otto Preminger. L'anno seguente fu interprete del melodramma Questo mio folle cuore (1949), dove fu diretto da Mark Robson, con cui lavorerà nuovamente in Di fronte all'uragano (1951).

### Il declino
Negli anni cinquanta la carriera di Andrews conobbe una fase di declino, complice l'alcolismo, e le sue apparizioni sullo schermo si limitarono a ruoli di caratterista, spesso in pellicole di serie B, tranne alcune eccezioni quali La pista degli elefanti (1954), di William Dieterle, accanto a Elizabeth Taylor, Quando la città dorme e L'alibi era perfetto (1957), entrambi diretti da Fritz Lang. Nel 1963 venne nominato presidente della Screen Actors Guild e tornò alla ribalta accanto a Henry Fonda, Kirk Douglas e John Wayne in Prima vittoria (1964) del fedele Preminger, cui seguirono altre partecipazioni importanti come in La battaglia dei giganti (1965) di Ken Annakin con Charles Bronson, Robert Shaw e Henry Fonda, Il caro estinto (1965) di Tony Richardson e La brigata del diavolo (1968) di Andrew V. McLaglen, con William Holden.
Negli anni settanta apparve ancora nel film Airport '75 (1975) e nel crepuscolare Gli ultimi fuochi (1976) di Elia Kazan. La sua ultima interpretazione fu Il pilota (1981), diretto da Cliff Robertson. Colpito dalla malattia di Alzheimer, morì a Los Alamitos (California) nel 1992, all'età di 83 anni.

## Filmografia parziale

### Cinema
- La grande cavalcata (Kit Carson), regia di George B. Seitz (1940)
- Lucky Cisco Kid, regia di H. Bruce Humberstone (1940)
- L'uomo del West (The Westerner), regia di William Wyler (1940)
- La via del tabacco (Tobacco Road), regia di John Ford (1941)
- La palude della morte (Swamp Water), regia di Jean Renoir (1941)
- La ribelle del Sud (Belle Starr), regia di Irving Cummings (1941)
- Colpo di fulmine (Ball of Fire), regia di Howard Hawks (1941)
- Agguato sul fondo (Crash Dive), regia di Archie Mayo (1943)
- Fuoco a oriente (The North Star), regia di Lewis Milestone (1943)
- Alba fatale (The Ox-Bow Incident), regia di William A. Wellman (1943)
- Così vinsi la guerra (Up in Arms), regia di Elliott Nugent (1944)
- Vertigine (Laura), regia di Otto Preminger (1944)
- Festa d'amore (State Fair), regia di Walter Lang (1944)
- La nave senza nome (Wing and a Prayer), regia di Henry Hathaway (1944)
- Prigionieri di Satana (The Purple Heart), regia di Lewis Milestone (1944)
- Salerno, ora X (A Walk in the Sun), regia di Lewis Milestone (1945)
- Un angelo è caduto (Fallen Angel), regia di Otto Preminger (1945)
- I conquistatori (Canyon Passage), regia di Jacques Tourneur (1946)
- I migliori anni della nostra vita (The Best Years of Our Lives), regia di William Wyler (1946)
- L'amore senza volto (Night Song), regia di John Cromwell (1947)
- Boomerang, l'arma che uccide (Boomerang), regia di Elia Kazan (1947)
- L'amante immortale (Daisy Kenyon), regia di Otto Preminger (1947)
- Tra moglie e marito (No Minor Vices), regia di Lewis Milestone (1948)
- Il sipario di ferro (The Iron Curtain), regia di William A. Wellman (1948)
- Il figlio della tempesta (Deep Waters), regia di Henry King (1948)
- Questo mio folle cuore (My Foolish Heart), regia di Mark Robson (1949)
- Spada nel deserto (Sword in the Desert), regia di George Sherman (1949)
- La strada proibita (Britannia Mews), regia di Jean Negulesco (1949)
- Sui marciapiedi (Where the Sidewalk Ends), regia di Otto Preminger (1950)
- La porta dell'inferno (Edge of Doom), regia di Mark Robson (1950)
- Il vascello misterioso (Sealed Cargo), regia di Alfred L. Werker (1951)
- Le rane del mare (The Frogmen), regia di Lloyd Bacon (1951)
- Di fronte all'uragano (I Want You), regia di Mark Robson (1951)
- Destinazione Budapest (Assignment – Paris!), regia di Robert Parrish (1952)
- La pista degli elefanti (Elephant Walk), regia di William Dieterle (1954)
- Duello nella giungla (Duel in the Jungle), regia di George Marshall (1954)
- Tre ore per uccidere (Three Hours to Kill), regia di Alfred L. Werker (1954)
- La straniera (Strange Lady in Town), regia di Mervyn LeRoy (1955)
- Segnale di fumo (Smoke Signal), regia di Jerry Hopper (1955)
- L'alibi era perfetto (Beyond a Reasonable Doubt), regia di Fritz Lang (1956)
- La saga dei comanches (Comanche), regia di George Sherman (1956)
- Quando la città dorme (While the City Sleeps), regia di Fritz Lang (1956)
- Ora zero (Zero Hour!), regia di Hall Bartlett (1957)
- La notte del demonio (Night of the Demon), regia di Jacques Tourneur (1957)
- La piovra nera (The Fearmakers), regia di Jacques Tourneur (1958)
- I rinnegati dell'isola misteriosa (Enchanted Island), regia di Allan Dwan (1958)
- Il cielo è affollato (The Crowded Sky), regia di Joseph Pevney (1960)
- Inferno a Madison Avenue (Madison Avenue), regia di H. Bruce Humberstone (1962)
- Stazione 3: top secret (The Satan Bug), regia di John Sturges (1964)
- Esperimento I.S.: il mondo si frantuma (Crack in the World), regia di Andrew Marton (1965)
- Un'idea per un delitto (Brainstorm), regia di William Conrad (1965)
- La battaglia dei giganti (Battle of the Bulge), regia di Ken Annakin (1965)
- Il caro estinto (The Loved One), regia di Tony Richardson (1965)
- La città senza legge (Town Tamer), regia di Lesley Selander (1965)
- Berlino appuntamento per le spie (Operazione Polifemo), regia di Vittorio Sala (1965)
- Johnny Reno, regia di R.G. Springsteen (1966)
- I redivivi (The Frozen Dead), regia di Herbert J. Leder (1966)
- Supercolpo da 7 miliardi, regia di Bitto Albertini (1967)
- Il cobra, regia di Mario Sequi (1967)
- 52 miglia di terrore (Hot Rods to Hell), regia di John Brahm - film TV (1967)
- La brigata del diavolo (The Devil's Brigade), regia di Andrew V. McLaglen (1968)
- I diamanti che nessuno voleva rubare, regia di Gino Mangini (1968)
- Sole rosso sul Bosforo (Innocent Bystanders), regia di Peter Collinson (1972)
- Airport '75 (Airport 1975), regia di Jack Smight (1975)
- La parola di un fuorilegge... è legge! (Take a Hard Ride), regia di Antonio Margheriti (1975)
- Gli ultimi fuochi (The Last Tycoon), regia di Elia Kazan (1976)
- Il pilota (The Pilot), regia di Cliff Robertson (1981)
- Prince Jack, regia di Bert Lovitt (1985)

### Televisione
- Playhouse 90 – serie TV, 2 episodi (1958-1960)
- General Electric Theater – serie TV, episodio 9x09 (1960)
- The Barbara Stanwyck Show – serie TV, 1 episodio (1961)
- Scacco matto (Checkmate) – serie TV, episodio 2x24 (1962)
- The DuPont Show of the Week – serie TV, 2 episodi (1962)
- Ai confini della realtà (The Twilight Zone) - serie TV, episodio 4x10 (1963)
- The Dick Powell Show – serie TV, 2 episodi (1962-1963)
- Alcoa Premiere – serie TV, 2 episodi (1962-1963)
- Ben Casey – serie TV, episodio 3x17 (1964)
- Polvere di stelle (Bob Presents the Chrysler Theatre) – serie TV, 1 episodio (1964)
- Tre nipoti e un maggiordomo (Family Affair) – serie TV, episodio 4x02 (1969)
- Bright Promise – serie TV, 346 episodi (1969-1972)
- Reporter alla ribalta (The Name of the Game) – serie TV, 1 episodio (1970)
- Mistero in galleria (Night Gallery) – serie TV, 1 episodio (1971)
- Ironside – serie TV, 1 episodio (1974)
- Ellery Queen – serie TV, episodio 1x17 (1976)
- Due americane scatenate (The American Girls) – serie TV, 1 episodio (1978)
- Nel tunnel dei misteri con Nancy Drew e gli Hardy Boys (The Hardy Boys/Nancy Drew Mysteries) – serie TV, 1 episodio (1978)
- Love Boat (The Love Boat) – serie TV, episodio 6x05 (1982)
- Falcon Crest – serie TV, episodi 1x13-2x16 (1982-1983)

## Doppiatori italiani
Nelle versioni in italiano dei suoi film, Dana Andrews è stato doppiato da:
- Giulio Panicali in Salerno Ora X, La porta dell'inferno, Tre ore per uccidere, Le rane del mare, Di fronte all'uragano, Così vinsi la guerra, I conquistatori, La saga dei Comanches, La straniera, La grande cavalcata, Spada nel deserto, Duello nella jungla
- Emilio Cigoli in Prigionieri di Satana, Tra moglie e marito...., La pista degli elefanti, Questo mio folle cuore, Sui marciapiedi, Un'idea per un delitto, Il cobra, Berlino - Appuntamento per le spie, La città senza legge
- Gualtiero De Angelis in La notte del demonio, Colpo di fulmine, I migliori anni della nostra vita, L'alibi era perfetto, La via del tabacco, Il cielo è affollato, Inferno a Madison Avenue, I diamanti che nessuno voleva rubare
- Mario Pisu in Vertigine, Agguato sul fondo, Alba fatale
- Augusto Marcacci in Boomerang, l'arma che uccide, La ribelle del sud
- Renato Turi in Johnny Reno, Prima vittoria
- Giorgio Piazza in La parola di un fuorilegge... è legge!, Sole rosso sul Bosforo
- Adolfo Geri in L'uomo del West
- Ivo Garrani in Il vascello misterioso
- Stefano Sibaldi in Quando la città dorme
- Manlio Busoni in La battaglia dei giganti
- Nando Gazzolo in Ora zero
- Giuseppe Rinaldi in Supercolpo da 7 miliardi
- Giancarlo Maestri in Airport '75
- Diego Reggente in Fuoco a oriente (ridoppiaggio), Sui marciapiedi (ridoppiaggio)
- Pino Colizzi in I migliori anni della nostra vita (ridoppiaggio)
- Cesare Barbetti in Questo mio folle cuore (ridoppiaggio)
- Dante Biagioni in L'amante immortale (ridoppiaggio)